# Ptilodon discalis
Ptilodon discalis är en fjärilsart som beskrevs av Felix Bryk 1948. Ptilodon discalis ingår i släktet Ptilodon och familjen tandspinnare. Inga underarter finns listade.